# Carpe diem (album của Lara Fabian)
| Đánh giá chuyên môn | Đánh giá chuyên môn |
| Nguồn đánh giá      | Nguồn đánh giá      |
| Nguồn               | Đánh giá            |
| ------------------- | ------------------- |
| AllMusic            | [ 2 ]               |

Carpe diem (tạm dịch từ tiếng Latinh: Sống trong khoảnh khắc hiện tại) là album phòng thu thứ hai của nữ ca sĩ người Bỉ-Canada Lara Fabian. Album được Polydor phát hành vào năm năm 1994. Album được Music Canada chứng nhận Vàng sau 2 tuần phát hành. Tính đến cuối tháng 5 năm 2000, Carpe diem đã bán được 800.000 bản tại các quốc gia và vùng lãnh thổ nói tiếng Pháp.

## Danh sách bài hát
| Carpe diem – Phiên bản phát hành năm 1994 | Carpe diem – Phiên bản phát hành năm 1994 | Carpe diem – Phiên bản phát hành năm 1994 | Carpe diem – Phiên bản phát hành năm 1994 | Carpe diem – Phiên bản phát hành năm 1994 | Carpe diem – Phiên bản phát hành năm 1994 |
| STT                                       | Nhan đề                                   | Phổ lời                                   | Phổ nhạc                                  | Sản xuất                                  | Thời lượng                                |
| ----------------------------------------- | ----------------------------------------- | ----------------------------------------- | ----------------------------------------- | ----------------------------------------- | ----------------------------------------- |
| 1.                                        | "Puisque c'est l'amour"                   | Carole Cournoyer Kim Kuzma                | Dave Pickell Eddy Marnay                  | Pickell Rick Allison                      | 4:25                                      |
| 2.                                        | "Tu t'en vas"                             | Lara Fabian                               | Allison Mario Parent                      | Allison Pickell                           | 3:43                                      |
| 3.                                        | "Leïla"                                   | Fabian                                    | Stan Meissner                             | Meissner Allison                          | 4:48                                      |
| 4.                                        | "Il existe un endroit"                    | Fabian                                    | Pickell                                   | Allison Pickell                           | 3:30                                      |
| 5.                                        | "Je suis malade"                          | Alice Dona                                | Serge Lama                                | Allison                                   | 4:23                                      |
| 6.                                        | "Je vivrai"                               | Richard Marx                              | Bruce Gaitsch Marnay                      | Gaitsch Allison                           | 4:58                                      |
| 7.                                        | "Au loin là-bas"                          | Amy Sky Marx                              | Allison Gaitsch                           | Gaitsch Allison                           | 4:25                                      |
| 8.                                        | "Ramène-moi"                              | Fabian                                    | Meissner                                  | Allison Meissner                          | 4:36                                      |
| 9.                                        | "Pas sans toi"                            | Fabian                                    | Allison                                   | Allison                                   | 3:58                                      |
| 10.                                       | "Dites-moi pourquoi je l'aime"            | Fabian Lovena Fox                         | Pickell                                   | Pickell Allison                           | 4:56                                      |
| 11.                                       | "Saisir le jour" ("carpe diem")           | Marc Langis                               | Langis                                    | Allison                                   | 4:20                                      |
| 12.                                       | "Si tu m'aimes"                           | Fabian                                    | Allison                                   | Allison                                   | 3:28                                      |
| 13.                                       | "Bridge of hope"                          | Michael Jay                               | Jay                                       | Pickell Allison                           | 4:30                                      |
| Tổng thời lượng:                          | Tổng thời lượng:                          | Tổng thời lượng:                          | Tổng thời lượng:                          | Tổng thời lượng:                          | 56:00                                     |

| Carpe diem – Thay đổi bài hát cho các bản phát hành từ năm 1995 | Carpe diem – Thay đổi bài hát cho các bản phát hành từ năm 1995 | Carpe diem – Thay đổi bài hát cho các bản phát hành từ năm 1995 |
| STT                                                             | Nhan đề                                                         | Thời lượng                                                      |
| --------------------------------------------------------------- | --------------------------------------------------------------- | --------------------------------------------------------------- |
| 12.                                                             | "Si tu m'aimes'" (phiên bản mới)                                | 3:29                                                            |

## Xếp hạng và chứng nhận
| Bảng xếp hạng (1998)         | Vị trí cao nhất |
| ---------------------------- | --------------- |
| Album Bỉ (Ultratop Wallonie) | 16              |
| Album Pháp (SNEP)            | 4               |

| Bảng xếp hạng (1998)   | Vị trí |
| ---------------------- | ------ |
| Bỉ (Ultratop Wallonia) | 58     |
| Pháp (SNEP)            | 30     |

| Quốc gia                                                                           | Chứng nhận  | Số đơn vị/doanh số chứng nhận |
| ---------------------------------------------------------------------------------- | ----------- | ----------------------------- |
| Canada (Music Canada)                                                              | 2× Bạch kim | 200.000^                      |
| Pháp (SNEP)                                                                        | —           | 318.800                       |
| * Chứng nhận dựa theo doanh số tiêu thụ. ^ Chứng nhận dựa theo doanh số nhập hàng. |             |                               |